# Monotaxis (pez)
Monotaxis es un género de emperadores que se encuentran en los océanos Índico y Pacífico occidental.

## Especies
Hay dos especies reconocidas en el género Monotaxis:
- Monotaxis grandoculis (Forsskål, 1775) (besugo jorobado)
- Monotaxis heterodon ( Bleeker, 1854) (besugo rojo)